# Karin Knapp
Karin Knapp (ur. 28 czerwca 1987 w Bruneck) – włoska tenisistka, zdobywczyni Pucharu Federacji w sezonie 2013.

## Kariera tenisowa
Przygodę z tenisem rozpoczęła w wieku siedmiu lat. Jako juniorka zadebiutowała w 2003 roku. Pierwszym poważnym sukcesem był finał turnieju ITF w Bari.
Rok 2004 rozpoczęła na 747. miejscu w rankingu WTA. W ciągu roku osiągnęła półfinał turnieju w Benevento, a także ćwierćfinał turnieju w serbskiej Podgoricy.
W 2005 pierwszy raz zagrała w turnieju WTA we włoskiej Modenie dochodząc do drugiej rundy eliminacji. Do sukcesów dopisała także finał turnieju ITF w Lenzerheide.
W następnym roku wygrała pierwszy turniej ITF w Monteroni i pierwszy raz zagrała w turnieju głównym turnieju WTA w Strasburgu, przegrywając w pierwszej rundzie, w Palermo, gdzie doszła do ćwierćfinału pokonując m.in. Czeszkę Ivetę Benešovą i w Luksemburgu, gdzie docierając do drugiej rundy łatwo pokonała wysoko sklasyfikowaną Annę-Lenę Grönefeld. Sezon zakończyła na 122 miejscu w rankingu WTA.
W 2007 występem w Australian Open zadebiutowała w eliminacjach turnieju wielkoszlemowego i w turnieju głównym we French Open, gdzie doszła do trzeciej rundy. Po turnieju we włoskim Civitavecchia pierwszy raz została sklasyfikowana w pierwsze setce rankingu na 98. pozycji.
W karierze najwyżej była na 34. miejscu 3 sierpnia 2015 roku. W 2008 roku osiągnęła dwa półfinały imprez WTA w Budapeszcie i w Palermo, a także finał prestiżowego turnieju ITF w Biella, gdzie przegrała z Agnieszką Radwańską.
W sezonie 2013 na turnieju w Bogocie dotarła do półfinału. W meczu o finał uległa Jelenie Janković 6:3, 1:6, 6:7(2).
W 2014 roku osiągnęła kolejny finał zawodów WTA Tour. W Bukareszcie w meczu finałowym razem z Çağlą Büyükakçay przegrały wynikiem 4:6, 6:3, 5–10 z deblem Elena Bogdan–Alexandra Cadanțu. We wrześniu osiągnęła pierwsze zwycięstwo singlowe cyklu WTA Tour. W Taszkencie pokonała wynikiem 6:2, 7:6(4) Bojanę Jovanovski.
W sezonie 2015 w parze z Gioią Barbieri zanotowały finał w Katowicach, przegrywając w nim z Ysaline Bonaventure i Demi Schuurs 5:7, 6:4, 6–10. Odniosła również zwycięstwo na kortach ceglanych w Norymberdze w grze pojedynczej, pokonując w finale Robertę Vinci. Dwa miesiące później ponownie osiągnęła finał w singlu w Bad Gastein, jednakże uległa w nim Samancie Stosur 6:3, 6:7(3), 2:6.

## Finały turniejów WTA
| Legenda                     | Legenda |
| --------------------------- | ------- |
| Wielki Szlem                |         |
| Igrzyska olimpijskie        |         |
| WTA Tour Championships      |         |
| 1988 – 2008                 |         |
| Kategoria I                 |         |
| Kategoria II                |         |
| Kategoria III               |         |
| Kategoria IV                |         |
| Kategoria V                 |         |
| 2009 – 2020                 |         |
| WTA Premier Mandatory       |         |
| WTA Premier 5               |         |
| WTA Premier                 |         |
| WTA International Series    |         |
| WTA 125K series (2012–2020) |         |

### Gra pojedyncza 4 (2-2)
| Końcowy wynik | Nr | Data             | Turniej     | Nawierzchnia  | Przeciwniczka     | Wynik finału     |
| ------------- | -- | ---------------- | ----------- | ------------- | ----------------- | ---------------- |
| Finalistka    | 1. | 17 lutego 2008   | Antwerpia   | Twarda (hala) | Justine Henin     | 3:6, 3:6         |
| Zwyciężczyni  | 1. | 13 września 2014 | Taszkent    | Twarda        | Bojana Jovanovski | 6:2, 7:6(4)      |
| Zwyciężczyni  | 2. | 23 maja 2015     | Norymberga  | Ceglana       | Roberta Vinci     | 7:6(5), 4:6, 6:1 |
| Finalistka    | 2. | 26 lipca 2015    | Bad Gastein | Ceglana       | Samantha Stosur   | 6:3, 6:7(3), 2:6 |

### Gra podwójna 3 (0-3)
| Końcowy wynik | Nr | Data             | Turniej   | Nawierzchnia  | Partnerka        | Przeciwniczki                    | Wynik finału   |
| ------------- | -- | ---------------- | --------- | ------------- | ---------------- | -------------------------------- | -------------- |
| Finalistka    | 1. | 22 lipca 2007    | Palermo   | Ceglana       | Alice Canepa     | Marija Korytcewa Darja Kustawa   | 4:6, 1:6       |
| Finalistka    | 2. | 13 lipca 2014    | Bukareszt | Ceglana       | Çağla Büyükakçay | Elena Bogdan Alexandra Cadanțu   | 4:6, 6:3, 5–10 |
| Finalistka    | 3. | 12 kwietnia 2015 | Katowice  | Twarda (hala) | Gioia Barbieri   | Ysaline Bonaventure Demi Schuurs | 5:7, 6:4, 6–10 |

## Wygrane turnieje rangi ITF
| turnieje z pulą nagród 100 000 $ |
| turnieje z pulą nagród 75 000 $  |
| turnieje z pulą nagród 50 000 $  |
| turnieje z pulą nagród 25 000 $  |
| turnieje z pulą nagród 15 000 $  |
| turnieje z pulą nagród 10 000 $  |

### Gra pojedyncza
|    | Data       | Turniej           | Kat. | ($)    | Naw.   | Finalistka              | Wynik         |
| 1. | 30/07/2006 | Monteroni D`Arbia | ITF  | 25 000 | ziemna | Edina Gallovits         | 6:2, 6:1      |
| 2. | 24/10/2010 | Sewilla           | ITF  | 10 000 | ziemna | Andrea Gamiz            | 6:0, 6:1      |
| 3. | 12/06/2011 | Campobasso        | ITF  | 25 000 | ziemna | Alizé Lim               | 6:2, 6:4      |
| 4. | 26/06/2011 | Rzym              | ITF  | 25 000 | ziemna | Laura Thorpe            | 6:3, 6:0      |
| 5. | 09/09/2012 | Mestre            | ITF  | 50 000 | ziemna | Estrella Cabeza Candela | 6:1, 3:6, 6:1 |
| 6. | 05/06/2016 | Brescia           | ITF  | 50 000 | ziemna | Jesika Malečková        | 6:1, 6:2      |